# Docteur Knock – Ein Arzt mit gewissen Nebenwirkungen
Docteur Knock – Ein Arzt mit gewissen Nebenwirkungen ist eine französisch-belgische Filmkomödie von Lorraine Lévy aus dem Jahr 2017. Sie beruht auf dem Theaterstück Knock oder Der Triumph der Medizin von Jules Romains.

## Handlung
Marseille, Anfang der 1950er-Jahre: Der junge Knock ist ein Herumtreiber, der bei Lansky Spielschulden hat. Lansky setzt ihm eine Frist von 24 Stunden, um die Schulden zu begleichen. Knock nutzt die Zeit, um auf einem Schiff nach Indien als Schiffsarzt anzuheuern. Zwar hat er keine Erfahrung als Arzt, ist jedoch der einzige Bewerber und wird daher genommen. Er bewährt sich an Bord, kann ein Fleckfieber durch große Hilfe des Patienten heilen und verdient sich etwas Geld dazu, indem er reichen Passagierinnen nutzlose Medizin verkauft. Er entschließt sich, nach seiner Rückkehr tatsächlich Medizin zu studieren.
Fünf Jahre später ist Knock Arzt mit einem Diplom der Universität in Marseille und lässt sich im kleinen Ort Saint Maurice nieder, wo er die Nachfolge des alten Dr. Parpalaid antritt. Er ist erstaunt, dass Parpalaid keine Stammkunden hat, zumal Saint Maurice zwar wenig Einwohner hat, die jedoch unverhältnismäßig wohlhabend sind. Der umtriebige Knock erkennt das Potenzial zum Geldverdienen. Er schließt sich mit dem Briefträger und dem örtlichen Apotheker zusammen und findet innerhalb kürzester Zeit zahlreiche Erkrankungen bei Hunderten Patienten, wobei er die Behandlung je nach Einkommen des Patienten auslegt. Das Geschäft mit der Krankheit läuft gut und die Einwohner von Saint Maurice sind ihm dankbar, zumal er in der örtlichen Schule auch Vorträge zur Gesundheitsvorsorge und Körperpflege gibt, die den Kindern des Ortes tatsächlich helfen.
Als Knock gerade eine vorsichtige Beziehung zur jungen Adèle aufbaut, erscheint Lansky im Ort. Er erkennt Knock und erpresst ihn mit dem Wissen um seine Vergangenheit. Knock verabreicht ihm ein starkes Abführmittel und behandelt ihn schließlich unter der Bedingung, dass Lansky unverzüglich den Ort verlässt. Knock und Adèle werden ein Paar, doch erkrankt Adèle an Tuberkulose. Knock lässt sie in ein Krankenhaus einweisen und übernimmt heimlich die Kosten für die Behandlung. Im Ort geht unterdessen der Aufbau des Gesundheitssystems weiter, so lässt Knock das örtliche Hotel in ein Sanatorium umbauen, das von Patienten aus nah und fern besucht wird. Als Dr. Parpalaid nach nur acht Monaten im Ort vorbeischaut, erkennt er ihn nicht wieder. Parpalaid ist irritiert und entsetzt, doch Knock lässt sich nicht von seinem Weg abbringen.
Kurz nachdem Knock Adèle im Krankenhaus besucht hat, erfährt er, dass sie gestorben ist. Er ist verzweifelt und zerstört sein Praxisinventar. Bei der Trauerfeier wirft der örtliche Pfarrer, der Knock stets ablehnend gegenübergestanden hat, Knock vor, ein Betrüger zu sein. Knock ist empört, verlässt die Trauerfeier und packt seine Sachen. Die Gemeinde wendet sich gegen den Pfarrer; selbst wenn Knock kein Arzt sein sollte, habe er ihnen allen geholfen, sei es bei echten oder eingebildeten Erkrankungen. Gemeinsam geht die Trauergemeinde aus der Kirche und lässt den Pfarrer zurück. Die Gemeinde hindert Knock an der Abreise, zumal Adèle, die jeder gemocht hat, in einem Brief ihre Zuneigung zu Knock deutlich gemacht hatte. Knock erkennt die Liebe der Menschen und ist glücklich.

## Produktion

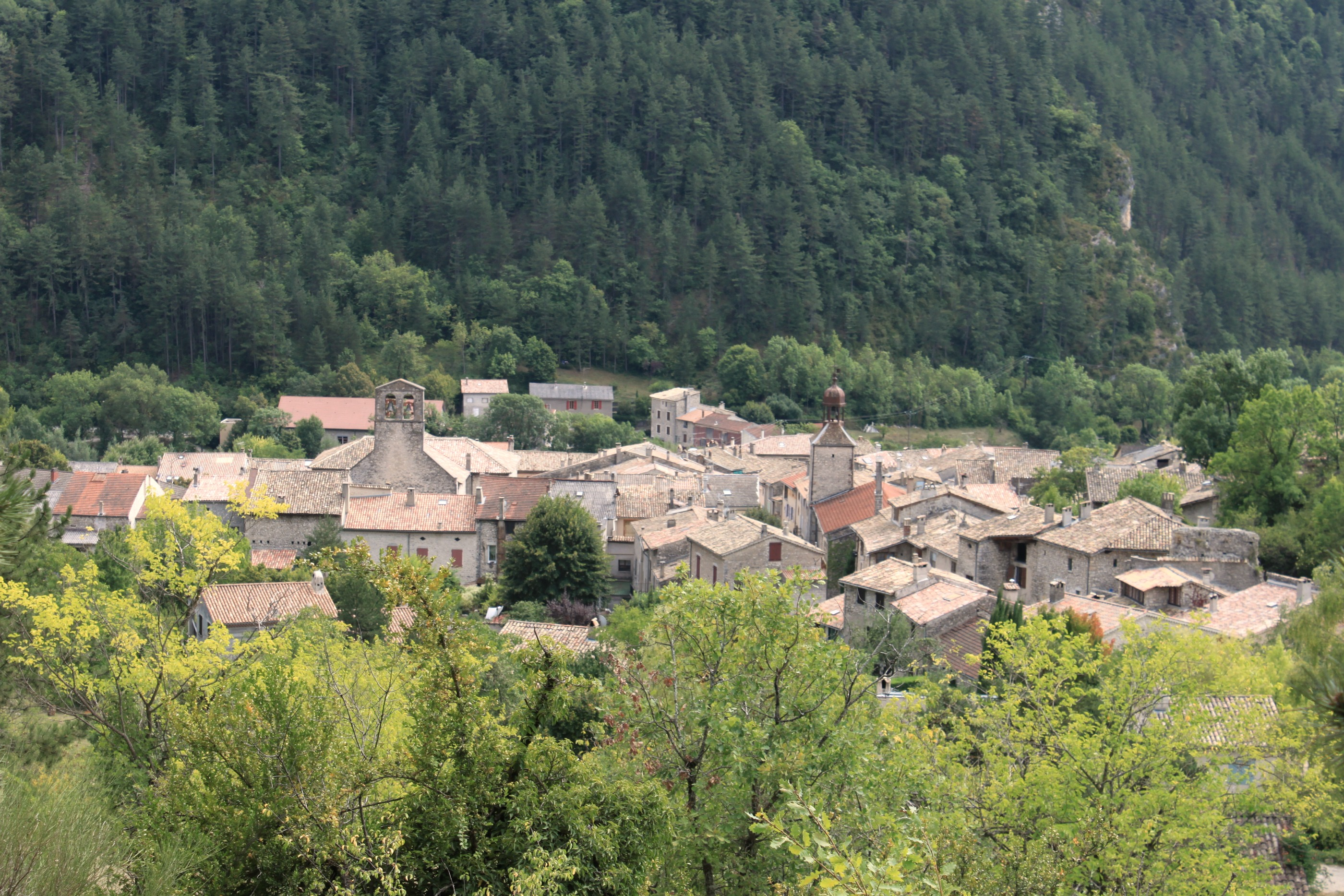
Châtillon-en-Diois, Hauptdrehort des Films

Docteur Knock – Ein Arzt mit gewissen Nebenwirkungen ist eine Verfilmung des Theaterstücks Knock oder Der Triumph der Medizin von Jules Romains, das 1923 erschien. Der Film wurde in Châtillon-en-Diois, Glandage, Saint-Martin-en-Vercors, Saint-Jean-de-Muzols und Colombier-le-Vieux gedreht. Die Kostüme schuf Pierre-Jean Larroque, die Filmbauten stammen von Françoise Dupertuis.
Docteur Knock – Ein Arzt mit gewissen Nebenwirkungen wurde erstmals am 17. September 2017 im Rahmen des Festival du film français d’Helvétie gezeigt, wobei er untertitelt lief. Der Film kam am 18. Oktober 2017 in die französischen Kinos. Deutscher Kinostart war am 22. Februar 2018

## Synchronisation
| Rolle          | Darsteller        | Synchronsprecher         |
| -------------- | ----------------- | ------------------------ |
| Dr. Knock      | Omar Sy           | Sascha Rotermund         |
| Adele          | Ana Girardot      | Rubina Nath              |
| Pfarrer Lupus  | Alex Lutz         | Nico Mamone              |
| Briefträger    | Christian Hecq    | Uwe Büschken             |
| Lansky         | Pascal Elbé       | Marcus Off               |
| Mme Cuq        | Sabine Azéma      | Kerstin Sanders-Dornseif |
| Mme Rémy       | Andréa Ferréol    | Luise Lunow              |
| Witwe Pons     | Hélène Vincent    | Kornelia Boje            |
| Mme Mousquet   | Audrey Dana       | Gundi Eberhard           |
| M Mousquet     | Michel Vuillermoz | Bodo Wolf                |
| Bürgermeister  | Yves Pignot       | Eberhard Haar            |
| Dr. Parpalaid  | Nicolas Marié     | Lutz Mackensy            |
| Mme Parpalaid  | Christine Murillo | Heike Schroetter         |
| Michalon       | Pierre Aucaigne   | Gerald Schaale           |
| Bernard        | Sébastian Castro  | Armin Schlagwein         |
| der alte Jules | Rufus             | Peter Groeger            |

## Kritik
Die Welt befand, dass Omar Sy in der Hauptrolle eine Fehlbesetzung sei: „Dadurch, dass der nette Sy die Hauptfigur spielt, gehen Kritik, Spott und Sarkasmus völlig flöten.“ Im Gegensatz zum zugrundeliegenden Theaterstück und der Verfilmung aus dem Jahr 1951 herrsche im Film „nicht die Satire, sondern die Idylle. Und das reicht nicht.“ Die Westdeutsche Zeitung kritisierte, dass die Vorlage „in eine Feel-Good-Komödie über Hypochondrie verwandelt [wurde]. Der fast zweistündige Film bietet herrliche Landschaftsaufnahmen und viel leichte Unterhaltung – ist aber eben nicht wie das Werk mit Jouvet ein satirisches Meisterwerk“. Die Wiener Zeitung nannte den Film eine „fragwürdige, flache Komödie“, für die Osnabrücker Zeitung war es eine „nostalgisch-seichte… Boulevardkomödie“.
Der Tagesspiegel nannte Docteur Knock – Ein Arzt mit gewissen Nebenwirkungen eine „zerfasernde Groteske zwischen Gaunerkomödie, Gesellschaftsfarce und Komödienstadl“. Die Sächsische Zeitung kritisierte, dass der Film „unentschlossen darüber [ist], was er sein möchte – Komödie, Tragödie, Charakterstudie, Liebesfilm? In diesem Wirrwar noch Tiefe herauszuarbeiten, überfordert den Hauptdarsteller“, so sei „der lustige Autodidakt [Omar Sy] kein guter Charakterdarsteller.“ Nur das „Charisma von Hauptdarsteller Omar Sy hält einen Film zusammen, der zwischen Biederkeit und Überzeichnung schwankt und letztlich lieber versöhnlich als spitz sein will“, konstatierte Die Furche.